# Referendum sull'indipendenza della Lettonia del 1991
Il referendum sull'indipendenza della Lettonia si svolse il 3 marzo 1991,  contemporaneamente ad un analogo referendum sull'indipendenza dell'Estonia. Conosciuto come "Indagine popolare sull'indipendenza della Repubblica di Lettonia", agli elettori è stato chiesto "sei favorevole a una Repubblica di Lettonia democratica e indipendente?". È stato approvato dal 74,9% dei votanti, con un'affluenza dell'87,6%. Anche i civili della Repubblica lettone registrati nelle unità dell'esercito sovietico avevano il diritto di votare in questo sondaggio.
L'indipendenza della Lettonia è stata infine ripristinata il 21 agosto 1991, dopo il fallito tentativo di colpo di stato del Comitato di emergenza statale a Mosca.

## Contesto
Dopo l'occupazione della Lettonia avvenuta il 5 agosto 1940, l'Unione Sovietica incluse il suo territorio come unità amministrativa chiamata Repubblica Socialista Sovietica Lettone, alcune delle quali mai riconosciute come stato e soggetto di diritto internazionale. Durante la Conferenza di Teheran del 1º dicembre 1943, il presidente degli Stati Uniti Franklin Roosevelt propose un plebiscito per accertare la volontà dei popoli degli stati baltici di aderire all'URSS. Anche se Stalin accettò di tenere una votazione in un futuro incerto, durante la guerra fredda non si svolse alcun referendum.
Nell'aprile 1990 l'URSS concesse alle singole repubbliche di recedere dall'Unione tenendo due referendum consecutivi; nello stesso anno il ruolo guida del Partito Comunista fu escluso dalla costituzione dell'URSS.
Il 4 maggio 1990, il neoeletto Soviet Supremo della RSS Lettone adottò la Dichiarazione sul ripristino dell'indipendenza della Repubblica di Lettonia; allo stesso tempo, fu convocato il Congresso dei cittadini della Repubblica di Lettonia, alle cui elezioni, a differenza delle elezioni del Consiglio supremo, hanno partecipato solo le persone che erano cittadini della Lettonia prima della sua adesione all'URSS e i loro discendenti. 
Dal 13 al 27 gennaio 1991, a Riga e in altre città lettoni furono organizzate misure di protezione contro le forze armate sovietiche con un ampio coinvolgimento di civili, noto come il "periodo delle barricate". In risposta a questi e altri eventi simili, il governo dell'URSS decise nel gennaio 1991 di tenere un referendum sulla conservazione dell'URSS il 17 marzo 1991. I governi delle repubbliche baltiche, che avevano dichiarato la propria sovranità all'inizio degli anni 1990, decisero di indire referendum indipendenti, superando così l'evento. 

## Risultati
| Scelta                                                        | voti      | %    |
| ------------------------------------------------------------- | --------- | ---- |
| Per                                                           | 1.227.562 | 74,9 |
| Contro                                                        | 411.374   | 25,1 |
| Voti non validi/vuoti                                         | 27.192    | –    |
| Totale                                                        | 1.666.128 | 100  |
| Elettori registrati/affluenza alle urne                       | 1.902.802 | 87,6 |
| Fonte: CVK Archiviato il 18 ottobre 2021 in Internet Archive. |           |      |